# 克莱里 (科多尔省)
克莱里（法語：Cléry，法語發音：[kleʁi]）是法国科多尔省的一个市镇，属于第戎区。

## 地理
克莱里（47°17'18"N, 5°29'42"E）面积3.37 平方千米，位于法国勃艮第-弗朗什-孔泰大區科多尔省，该省份为法国中东部省份，北起奥布省，西接涅夫勒省和约讷省，南至索恩-卢瓦尔省，东南接汝拉省，东临上索恩省，东北部与上马恩省接壤。
与克莱里接壤的市镇（或旧市镇、城区）包括：布鲁瓦-欧比涅-蒙瑟尼、奥尼翁河畔佩里尼、尚帕涅、米蒂涅。

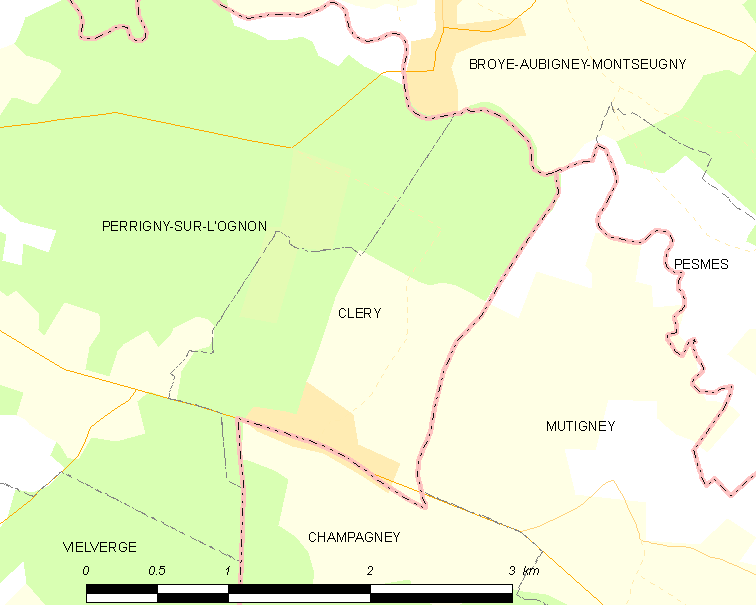
的OSM定位图

克莱里的时区为UTC+01:00、UTC+02:00（夏令时）。

## 行政
克莱里的邮政编码为21270，INSEE市镇编码为21180。

## 政治
克莱里所属的省级选区为欧克索讷县。

## 人口

1962-2008年间人口变化图示

克莱里于2022年1月1日时的人口数量为160人。